# Matthew Flinders

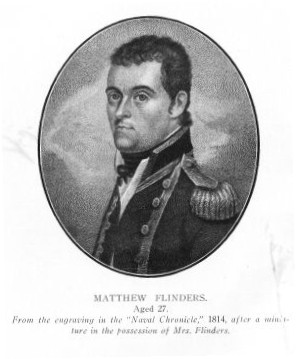
Matthew Flinders

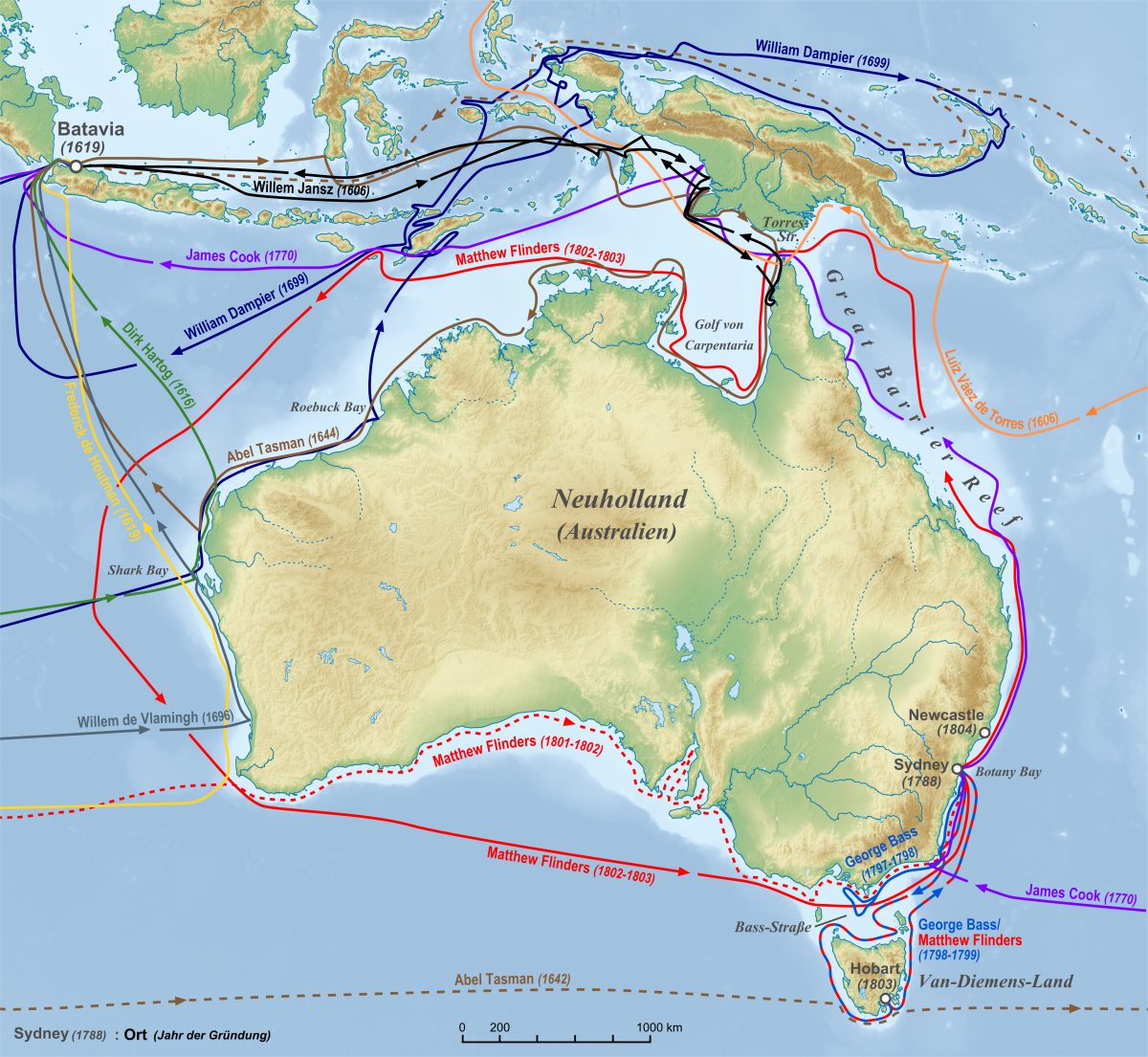
Routen der Erkundungen Flinders (rot) und zusammen mit Bass (blau)

Matthew Flinders (* 16. März 1774 bei Donington, Lincolnshire, England; † 19. Juli 1814 in London) war ein britischer Forschungsreisender. Ihm gelang als Erstem die  Umsegelung Australiens.

## Leben
Inspiriert durch die Lektüre von Daniel Defoes Robinson Crusoe, hatte Matthew Flinders schon früh den Wunsch, zur See zu fahren. 1789 trat Matthew Flinders der Royal Navy bei und fuhr von 1791 bis 1793 mit Kapitän William Bligh auf der Providence in den Pazifik. Mentor und Förderer von Matthew Flinders war Joseph Banks, der maßgeblich an der Vorbereitung der beiden Expeditionen beteiligt war.
1795 begleitete Flinders als Midshipman den Marinearzt George Bass auf dessen Fahrt an die Südostküste Australiens und erforschte 1798 die Inseln am Osteingang der Bass-Straße. Mit Bass zusammen durchquerte er die nach diesem benannte Straße und umrundete Tasmanien.
Auf einer neuen Entdeckungsreise 1801 mit seinem Schiff Investigator folgte Flinders der Südküste Australiens von Kap Leeuwin bis zur Bass-Straße und entdeckte dabei den Spencer-Golf und den St. Vincent-Golf. Auf dieser Reise begleiteten ihn der Botaniker Robert Brown und als Midshipman sein zwölf Jahre jüngerer Neffe John Franklin, der spätere Konteradmiral und Polarforscher. Der botanische Zeichner Ferdinand Bauer begleitete ihn und fertigte insgesamt 2073 Zeichnungen. Ferner diente Bungaree, ein Elder der Aborigines, als Dolmetscher und Vermittler. Am 8. April 1802 traf Flinders in der Encounter Bay mit der von Nicolas Baudin geführten französischen Forschungsexpedition zusammen. Im selben Jahr erforschte Flinders auch Australiens Ostküste von Port Stephens bis Kap Palmerston und das Great Barrier Reef. Auf dieser Entdeckungsreise fand er die Einfahrt zur Bucht von Port Phillip, die kurz zuvor von John Murray gesichtet worden war. In der Torres-Straße entdeckte er die einzig sichere Durchfahrt im Norden der Prince-of-Wales-Insel. Flinders hatte damit als Erster Australien ganz umsegelt.
Auf dem Rückweg von Sydney nach England musste Flinders wegen des schlechten Zustandes seines Schiffes Cumberland die damals noch französische Insel Mauritius (Île de France) anlaufen. Trotz eines Geleitbriefes der französischen Regierung ließ der Gouverneur der Insel, Charles Matthieu Isidore Decaen, das Schiff beschlagnahmen und Flinders gefangen nehmen. Auch Aufforderungen der französischen Regierung, Flinders freizulassen, ignorierte er. Erst eine britische Blockade erzwang 1810, nach einer Gefangenschaft von sechs Jahren und fünf Monaten, die Freilassung. Im Oktober desselben Jahres erreichte Flinders London und wurde nachträglich zum post-captain befördert, was in diesem Fall etwa einem heutigen Fregattenkapitän entsprach.
Flinders erfand ein Hilfsmittel, den Einfluss des Schiffseisens auf die Kompassnadel zu verringern: die sogenannte Flindersstange, eine senkrechte Eisenstange oder ein senkrechtes Eisenrohr vor dem Kompass. Auch schlug er 1804 als Erster als Namen für den neuen Erdteil Australien vor, zur Erinnerung an das über Jahrhunderte gesuchte sagenhafte Südland, die Terra Australis. Diese Bezeichnung verdrängte schnell den bis dahin gebräuchlichen Namen Neuholland.
Seine einzige Tochter Anne (1812–1892), die aus der Ehe mit Ann Chappelle hervorging, heiratete den Landvermesser und Erfinder William Petrie und wurde die Mutter des bedeutenden Ägyptologen William Matthew Flinders Petrie.
Flinders starb in seinem Haus in London an einer Nephropathie und wurde am 23. Juli 1814 auf dem Friedhof St James’s Garden ebendort bestattet. Nur wenige Jahrzehnte später wurde sein Grabstein jedoch, zusammen mit vielen anderen, bei einer Umgestaltung des Friedhofs entfernt. Bereits 1852 war sein Grab auch für seine Verwandten nicht mehr auffindbar. Bei archäologischen Ausgrabungsarbeiten auf dem Areal des damaligen Friedhofs im Zusammenhang mit dem Bau der Eisenbahnschnelllinie High Speed 2 wurde im Januar 2019 sein Grab wiederentdeckt. Die Zuordnung war aufgrund einer beschrifteten Bleiplakette an seinem Sarg eindeutig möglich.

## Nach Flinders benannt
Mehrere geographische Objekte und Gebietskörperschaften in Australien sind nach Matthew Flinders benannt, darunter der Fluss Flinders River, das Verwaltungsgebiet Flinders Shire und die Fernverkehrsstraße Flinders Highway im Bundesstaat Queensland, der Gebirgszug Flinders Ranges (deutsch Flinderskette) und eine weitere Fernstraße namens Flinders Highway im Bundesstaat Südaustralien sowie die Tasmanien vorgelagerte Insel Flinders Island. In den Großstädten Adelaide und Melbourne sind bedeutende Straßen in den jeweiligen Stadtzentren nach Flinders benannt; ebenso die Flinders University in Adelaide. Nach der Flinders Street in Melbourne ist auch einer der beiden größten Bahnhöfe der Stadt benannt, die emblematische Flinders Street Station.
Außerhalb Australiens ist der Flinders Peak, ein Berg in der Antarktis, nach ihm benannt.

## Werke
- A Voyage to Terra Australis, with an accompanying Atlas. 2 Bände. G & W Nicol, London 18. Juli 1814 (ein Tag vor Flinders Tod) Bild Text

deutschsprachige Ausgabe
- Matthew Flinders: Reise nach dem Austral-Lande in der Absicht, die Entdeckung desselben zu vollenden, unternommen in den Jahren 1801, 1802 und 1803. Aus dem Englischen von Ferdinand Götze. Weimar im Verlag des Landes-Industrie-Comptoirs 1816. (teilweise ungeschickt gekürzt und mit Schwächen in der Übersetzung)
- Matthew Flinders: Die erste Umsegelung Australiens. Nach der ersten deutschen Ausgabe von Ferdinand Götze neu herausgegeben von Wolf-Dieter Grün. Edition Erdmann; Stuttgart 1984. ISBN 3-86503-217-6. (gegenüber der Vorlage weiter gekürzt, nur an wenigen Stellen nach der englischen Originalausgabe ergänzt)

## Rezeption
- Ernestine Hill: Meine Liebe muss warten. Wilhelm Köhler Verlag, Minden – Roman, Titel der englischen Originalausgabe: My Love Must Wait. erschienen bei Angus & Robertson, London.
- Sten Nadolny: Die Entdeckung der Langsamkeit. (Taschenbuch). Piper Verlag, 1987, ISBN 3-492-20700-6
- Die Comic-Zeitschrift Mosaik behandelt in den Heften 430 bis 446 (10/2011–02/2013) die fiktiven Abenteuer der Abrafaxe während der Umsegelung Australiens auf der Investigator mit Matthew Flinders.

## Literatur

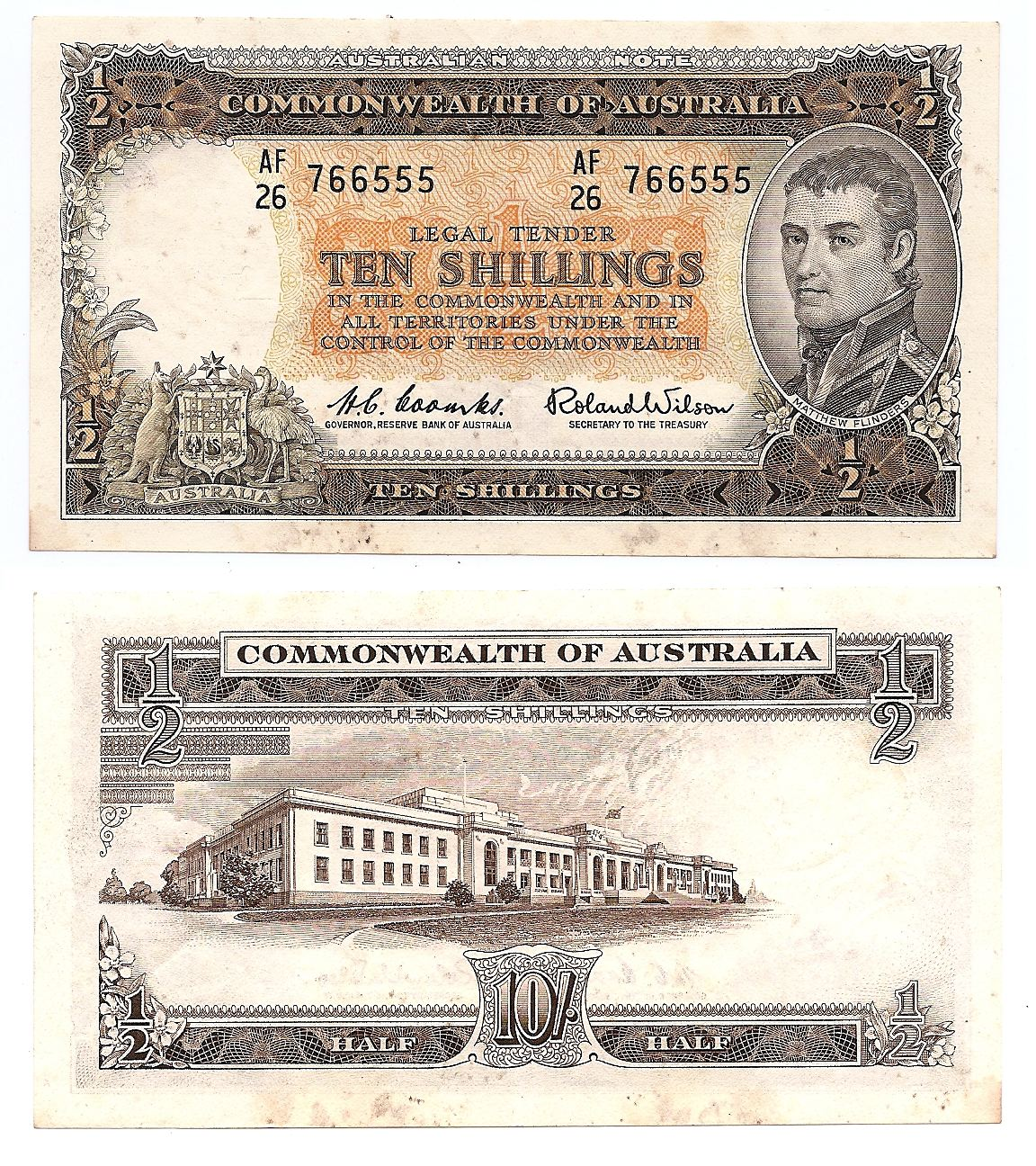
Australische 10-Schilling-Banknote (1961–1965). Vorderseite: Porträt von Flinders. Rückseite: Parlamentsgebäude in Canberra.

## Wirkung
- Nach Matthew Flinders ist das Flindersgebirge in Australien benannt.
- Nach ihm ist die größte der Furneaux-Inseln benannt, siehe Flinders Island, Tasmanien.
- Robert Brown (1773–1858) benannte nach ihm die Baumgattung Flindersia.